# تونی فان لیرو
تونی فان لیرو (هلندی: Tonny van Lierop; ۹ سپتامبر ۱۹۱۰ – ۳۱ مارس ۱۹۸۲) بازیکن هاکی روی چمن اهل هلند بود.